# Sainte-Geneviève (Manche)
Sainte-Geneviève település Franciaországban, Manche megyében. Lakosainak száma 309 fő (2022. január 1.). Sainte-Geneviève Tocqueville, Gatteville-le-Phare, Montfarville és Valcanville községekkel határos.

## Népesség
A település népessége az elmúlt években az alábbi módon változott:
| Lakosok száma | 291  | 296  | 256  | 329  | 318  | 322  | 318  | 313  | 308  | 309  |
|               | 1968 | 1982 | 1990 | 2006 | 2013 | 2015 | 2017 | 2019 | 2020 | 2022 |